# Наш мир (телепрограмма)
«Наш мир» — первая всемирная живая телепрограмма, состоявшаяся 25 июня 1967 года с использованием спутникового телевидения. В передаче принимали участие Пабло Пикассо, Мария Каллас, а закрывали программу The Beatles со специально написанной песней All You Need Is Love, ставшей гимном десятилетия.
СССР и ряд стран восточного блока за неделю до выхода программы внезапно отказались от участия в ней в знак протеста против реакции Запада на Шестидневную войну.